# IO.SYS
IO.SYS – jeden z dwóch ukrytych plików systemowych na dysku startowym komputera w systemach operacyjnych bazujących na systemie MS-DOS. 
W różnych wersjach MS-DOS plik ten zawiera część oprogramowania stanowiącego jądro systemu operacyjnego odpowiedzialną za urządzenia peryferyjne – sterowniki monitora, klawiatury, napędu dyskietek, napędu dysku twardego, portu szeregowego, zegara czasu rzeczywistego. W systemie PC-DOS produkcji IBM odpowiedni plik nosi nazwę IBMBIO.COM, takiej nazwy używa też DR-DOS. 
W systemie Windows 95 i nowszych z tej rodziny do pliku IO.SYS przeniesiono całe dosowe jądro, zaś drugi z plików (MSDOS.SYS) jest tekstowym plikiem konfiguracyjnym.